# Eugène Daumas

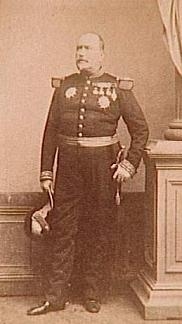
Eugène Daumas

Melchior Joseph Eugène Daumas (* 4. September 1803 in Delémont, Kanton Jura, Schweiz; † 29. April 1871 in Camblanes, Département Gironde) war ein französischer Général de division und Autor.
Daumas trat 1822 in die Armee ein. Er beteiligte sich seit 1835 an den Feldzügen gegen Abd el-Kader, bei welchem er sich 1837–39 als Konsul zu Mascara befand. Daumas, des Arabischen mächtig, war der erste Chef der Bureaux arabes in Algerien unter dem französischen Oberbefehlshabenden Thomas-Robert Bugeaud; Daumas war von Bugeaud mit der Umstrukturierung der affaires indigènes, der „einheimischen Angelegenheiten,“ betraut. 1850 wurde er als Direktor der algerischen Angelegenheiten in das Kriegsministerium nach Paris berufen. 1858–59 war er Präsident der Pariser Geographischen Gesellschaft. 
Unter Zeitgenossen fanden insbesondere sein Werk zu den „Pferden der Sahara“ und „Das arabische Leben“ Beachtung.

## Werke
- Le Sahara algérien études géographiques et historiques sur la région au sud des établissements français en Algérie. Langlois et Leclercq, Paris 1845
- La Grande Kabylie. Hachette, Paris 1847
- Le Grand désert ou itinéraire d'une caravane du Sahara au pays des nègres. Chaix et Cie, Paris 1848
- Moeurs et coutumes de l'Algérie. Hachette, Paris 1853
- Les Chevaux du Sahara et les mœurs du désert. Lévy, Paris 1858
- La Vie arabe et la société musulmane. Lévy, Paris 1869